# 国道26号線 (アメリカ合衆国)
国道26号線（英: U.S. Route 26）は、アメリカ合衆国を東西に走る幹線道路の一つである。ネブラスカ州オガララを起点として敷かれ、後にはオレゴン州の西海岸まで延伸した。国道システムが規定された当初、26号線はネブラスカ州からワイオミング州の区間に限定されていたが、1950年代になるとアイダホ州とオレゴン州まで指定区間が延伸した。東端はネブラスカ州オガララにある州間高速道路80号線との交差地点であり、西端はオレゴン州シーサイド南部で国道101号線との交差地点である。2003年まで、シーサイド南部からアストリア北部（国道30号線との交差点）までの 32 km (20 mi) は、国道101号線との重複区間として指定されていた。
大部分の区間は、旧オレゴン街道の経路を踏襲している。州間高速道路網の設立する直前にあたる最盛期には、オレゴン州のアストリアが26号線の終点と指定され、その総距離は 2,506 km (1,557 mi) に及んだ。

## 経路

### オレゴン州

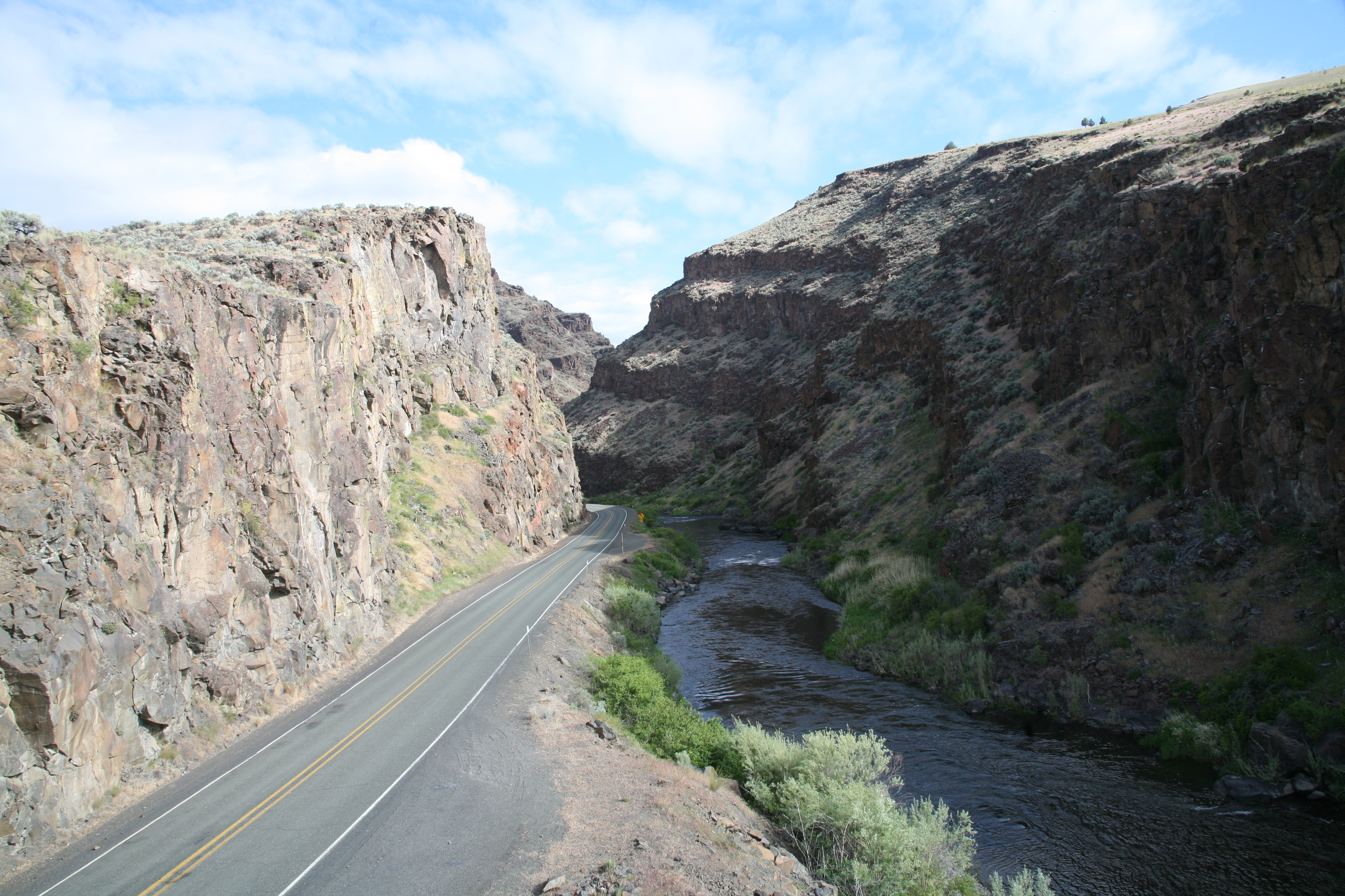
オレゴン州東部のピクチャー峡谷入口を通る国道26号線。ジョン・デイ川が写真右側を流れる。

国道26号線はオレゴン州の東部から中心部に向かって伸びているが、途中で北西に方向を変えてポートランドを通り、オレゴン州シーサイド付近のオレゴン海岸で終点を迎える。ポートランドの西部地域では26号線はサンセット・ハイウェイとして知られるフリーウェイとなっている。

### アイダホ州
ワイオミング州アルパインからアイダホ州アイダホフォールズに進むと、州間高速道路15号線に接続する。ブラックフットで州間高速道路15号線から分岐し、アイダホ国立研究所の方面に向かう。クレーター・オブ・ザ・ムーン国定公園の北端部を迂回した後、ブリスで州間高速道路84号線に接続する。更にマウンテン・ホームで国道20号線と接続し、そのまま国道20号線と重複しながらオレゴン州に入る。

### ワイオミング州

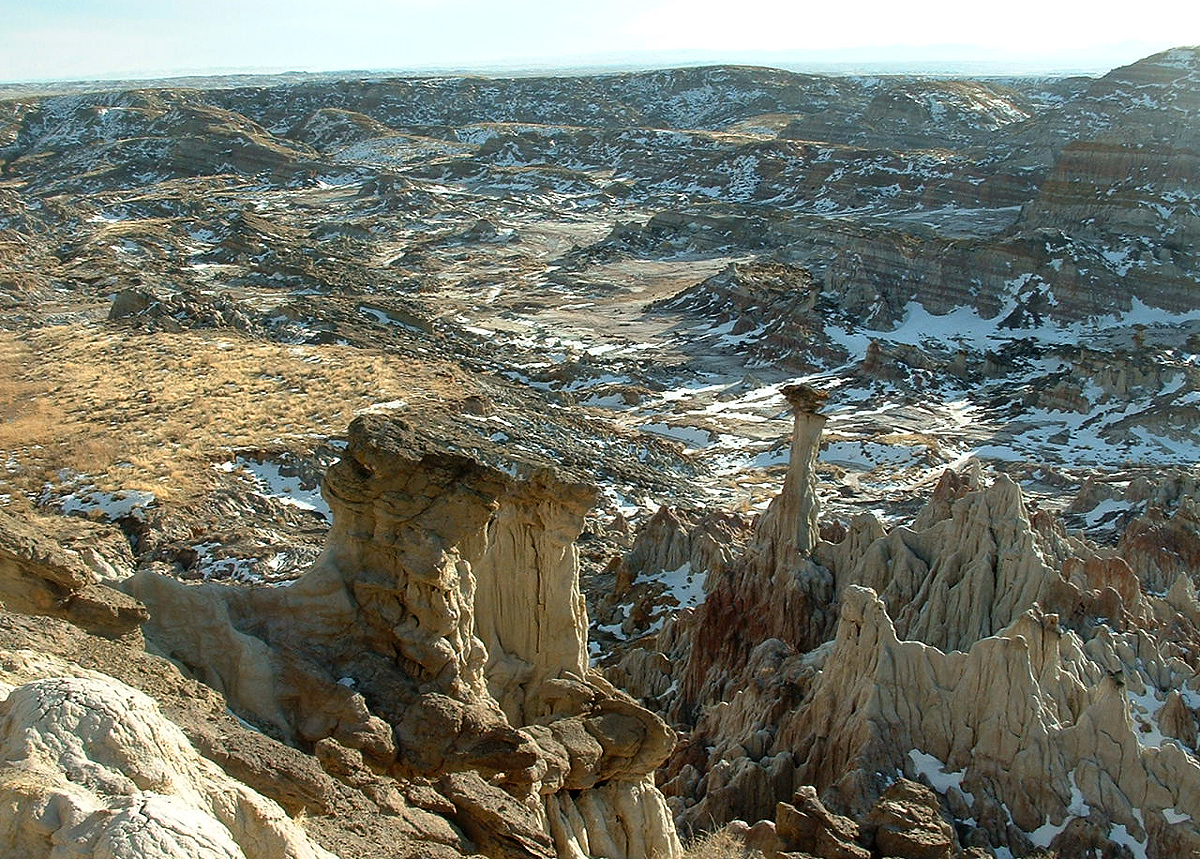
ワイオミング州のヘルズ・ハーフ・エーカー入口を通る国道20号線と国道26号線の重複区間

国道26号線でワイオミング州を西に向かい、最初に入る市はトリントンである。さらに約 80 km (50 mi) 西に進むと、州間高速道路25号線と接続し、そのまま同線と重複しながらキャスパーまで続く。キャスパーからショショーニまでは国道20号線との重複区間である。その後、26号線はグランドティトン国立公園に入り、南西方向にカーブした後、アイダホ州に突入する。

### ネブラスカ州
国道26号線の東端は、ネブラスカ州オガララにある州間高速道路80号線との交差地点である。オガララからノースプラット川沿いを北西に進むと、ブリッジ・ポートで国道385号線と交差する。国道26号線が通るネブラスカ州最大の都市はスコッツブラフで、ワイオミング州境の 35 km (22 mi) 手前に位置する。国道26号線はまたチムニー・ロック国立史跡も通っている。ネブラスカ州内を走る国道26号線の総距離は 233 km (145 mi) である。

## 歴史
国道320号線（英: U.S. Highway 320）は1926年に最初の指定された区間の一部として、国道20号線のショショーニと国道87号西線のリバートンを結んでいた。1938年にワイオミング州道320号線の指定を受け、国道287号線が再編成（国道87号西線と置換）された1940年にはランダーの南西まで延伸した。国道兼ワイオミング州道320号線の区間は、1950年に国道26号線の延伸区間の一部になり、残りのワイオミング州道320号線も1954年にワイオミング州道789号線の一部になった。